# Пример для подражания

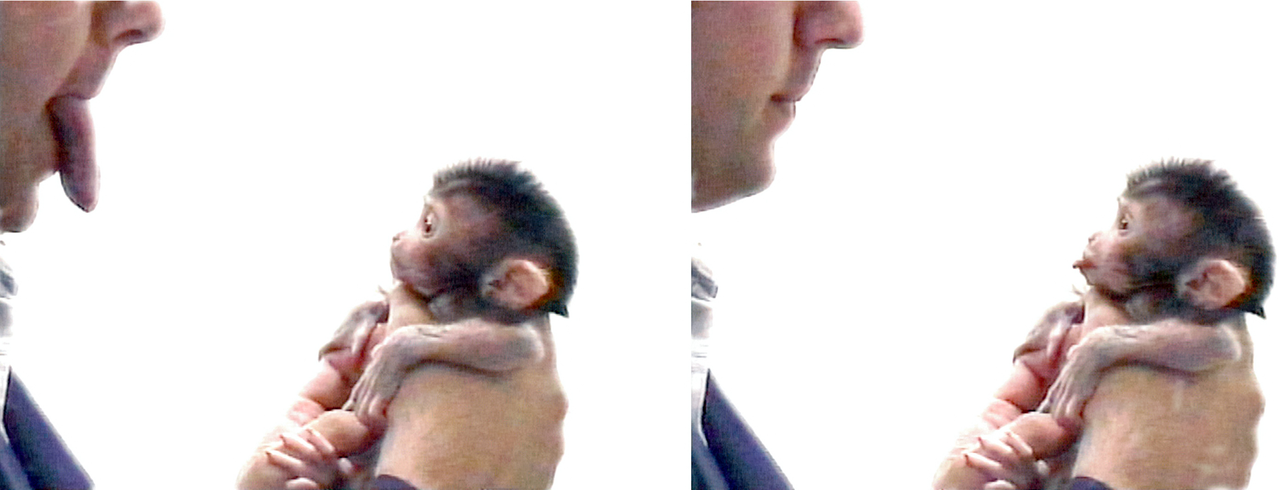
Обезьяна подражает человеку

Пример для подражания (ролевая модель, модель поведения) — термин в психологии, педагогике и социологии, который идентифицирует отдельных лиц и конкретные действия, совершающиеся другими людьми.
Термин «ролевая модель» приписывается социологу Роберту К. Мертону, который придумал эту фразу во время своей работы в Колумбийском университете в 1950-х годах. Мертон предположил, что индивиды сравнивают себя с референтными группами людей, которые занимают социальную роль, к которой стремится индивид.
Многие теории о ролевых моделях основаны на теориях, которые выдвинул Зигмунд Фрейд. Он рассматривал «идентификацию» как образец для подражания как психодинамический процесс. В раннем детстве родители или опекуны являются наиболее важными образцами для подражания ребёнка, и оно основывается на его инстинкте. Например, страх одиночества создает внутреннюю картину лица, осуществляющего уход, и ребёнок перенимает у него поведение. В момент полового созревания, когда у подростка растет самосознание и критические суждения, и он приобретает больше опыта и понимания других социальных ситуаций, родители воспринимаются более реалистично. Подросток больше выбирает образцы для подражания не от инстинкта, а по уму. При выборе образца для подражания, среди прочего, одной из главных частей является воспринимаемое сходство с ним (это может также относиться к отношениям, целям, интересам и т. д.).
Широко распространено мнение, что дети наблюдают за окружающими взрослыми и выборочно следуют их шагам. Различные исследования (в 1980 и 2003 годах
) показывают, что образцы для подражания играют роль в профессиональной реализации. Однако, в отличие от детей, взрослые лучше способны отличать специфическое поведение от общего характера ролевой модели. Кроме того, взрослые могут говорить о положительных и отрицательных образцах для подражания, во втором случае это намеренное отрицание определённого поведения, наблюдаемого в других.

## Цитаты
- Мы уважаем образцы для подражания, но только иногда любим. (Джон Фланаган)
- Я думаю, что они [образцы для подражания] являются основной человеческой потребностью. Мы рождены как абсолютно беспомощные существа, и поэтому нам нужны взрослые, которые могут справиться с миром и ориентироваться. Кроме того, нам нужны идеалы, к которым мы можем стремиться. (Маргарет Митчерлих)